# ماهیچه حلقوی چشم
ماهیچه حلقوی چشم (انگلیسی: Orbicularis oculi muscle) عضله‌ای است که اطراف مدخل چشم را حلقه‌وار احاطه می‌کند. این عضله مدور در قسمت بالایی به استخوان پیشانی (و بخشی از استخوان لاکریمال) متصل است و از عصب چهره‌ای عصب می‌گیرد. انقباض آن باعث بسته شدن پلک می‌شود.

## نگارخانه

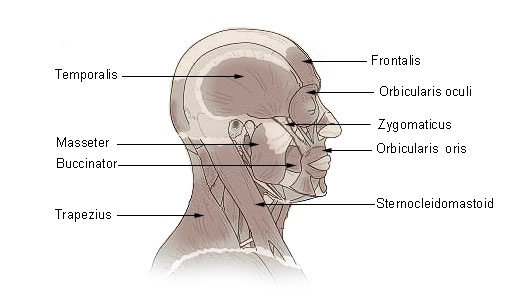
ماهیچه‌های سر و گردن
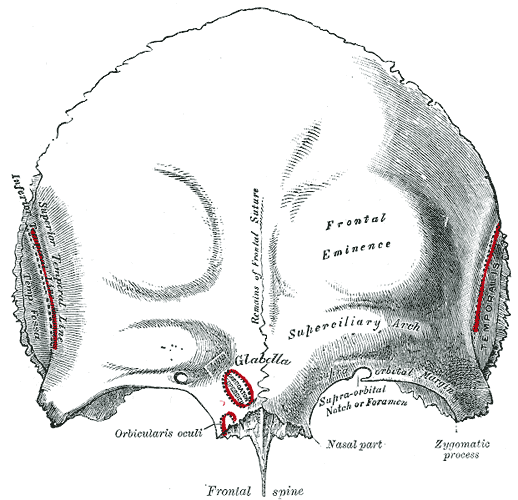
سطح بیرونی استخوان پیشانی.
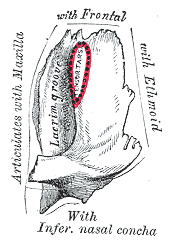
استخوان اشکی چپ. سطح چشمی (بزرگ‌شده)
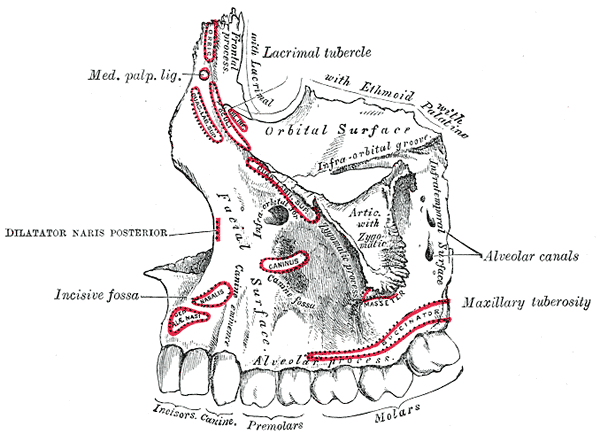
سطح بیرونی فک چپ
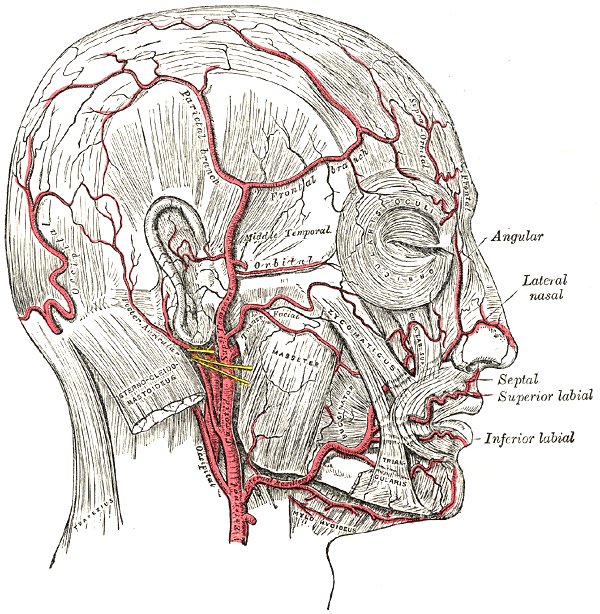
The arteries of the face and scalp.
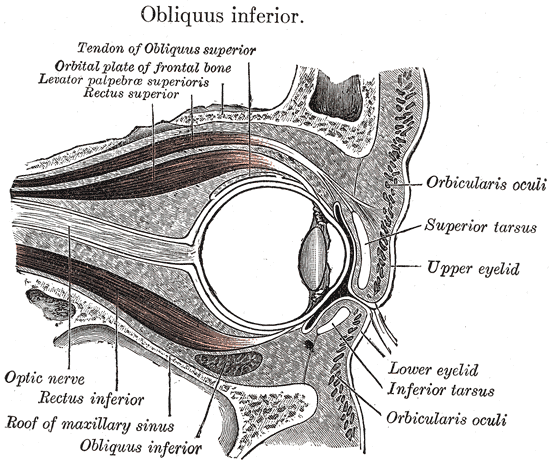
Sagittal section of right orbital cavity.
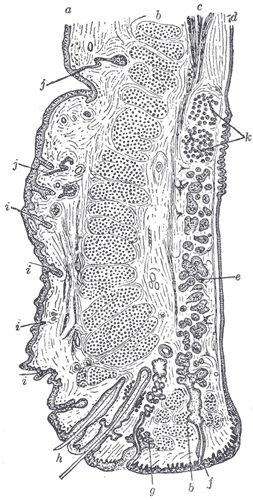
Sagittal section through the upper eyelid.